# ورگم، سانتا کترینا
ورگم، سانتا کترینا (به پرتغالی: Vargem, Santa Catarina) یک شهرستان برزیل در برزیل است که در سانتا کاتارینا واقع شده‌است.

## خصوصیات
ورگم ۳۵۰٫۱۲۴ کیلومترمربع مساحت و ۳٬۱۹۴ نفر جمعیت دارد و ۷۶۸ متر بالاتر از سطح دریا واقع شده‌است.